# Claudio Giuliodori

Bischofswappen von Claudio Giuliodori

Claudio Giuliodori (* 7. Januar 1958 in Osimo) ist ein italienischer römisch-katholischer Bischof, kirchlicher Assessor und Generalkaplan der Katholischen Universität vom Heiligen Herzen sowie kirchlicher Generalassistent der Katholischen Aktion in Italien. 

## Leben
Claudio Giuliodori empfing nach seiner theologischen Ausbildung am 16. April 1983 durch den Erzbischof von Ancona-Numana, Carlo Maccari, die Priesterweihe. Er wurde am 30. September 1986 in den Klerus des Erzbistums Ancona-Osimo inkardiniert.
Benedikt XVI. ernannte ihn am 22. Februar 2007 zum Bischof von Macerata-Tolentino-Recanati-Cingoli-Treia. Die Bischofsweihe spendete ihm Kardinalvikar Camillo Ruini am 31. März desselben Jahres; Mitkonsekratoren waren Angelo Bagnasco, Erzbischof von Genua, Giuseppe Betori, Generalsekretär der Italienischen Bischofskonferenz, Luigi Conti, Erzbischof von Fermo, und Edoardo Menichelli, Erzbischof von Ancona-Osimo. Als Wahlspruch wählte er Gratia et Veritas. Der Papst ernannte ihn am 26. Februar 2013 zum kirchlichen Assessor und Generalkaplan der Katholischen Universität vom Heiligen Herzen, der größten nicht-staatlichen Universität Europas. In diesem Amt wurde er am 22. Mai 2018 bestätigt. In der Italienischen Bischofskonferenz ist er Präsident der Bischöflichen Kommission für das katholische Bildungswesen, Schule und Universität	sowie Präsident des Nationalen Rates für Katholische Schulen.
Am 4. März 2023 ernannte ihn Papst Franziskus zusätzlich zum kirchlichen Generalassistenten der Katholischen Aktion Italiens (italienisch Azione Cattolica Italiana).